# Simon Cowell
 (décembre 2018).
Si vous disposez d'ouvrages ou d'articles de référence ou si vous connaissez des sites web de qualité traitant du thème abordé ici, merci de compléter l'article en donnant les références utiles à sa vérifiabilité et en les liant à la section « Notes et références ».
Pour les articles homonymes, voir Cowell.
Simon Cowell est un producteur de musique, scénariste, animateur de télévision, compositeur, réalisateur artistique et acteur britannique, né le 7 octobre 1959 à Londres. Il est notamment connu pour avoir initié One Direction et Fifth Harmony.
Il est le créateur des franchises The X Factor et Got Talent qui ont été vendues dans le monde entier. Cowell est le fondateur et l'unique propriétaire de la société de divertissement britannique Syco.
Il fait partie du jury des émissions télévisées Britain's Got Talent (depuis 2007) et America's Got Talent (depuis 2016). Son style direct, ainsi que ses remarques quant à la qualité de la prestation des candidats, font parfois polémique. Il fait partie du jury de l'émission American Idol de 2002 à 2011 et X Factor USA de 2011 à 2013. Après un passage entre 2004 et 2010 dans le jury de The X Factor au Royaume-Uni, il y revient en 2014 et en fait également partie depuis.

## Biographie
Simon Phillip Cowell est né à Londres d'un père promoteur immobilier et d'une mère ex-danseuse de ballet. La mère de son père était de nationalité polonaise. Après avoir quitté l'école à 16 ans, il exerce plusieurs emplois « alimentaires » avant d'être embauché chez EMI Music Publishing comme commis puis comme assistant d'un découvreur de talents. Une fois promu, au début des années 1980, il quitte EMI pour fonder son propre label, Fanfare Records. Après plusieurs succès retentissants dans les années 1980 (parmi lesquels Rondò Veneziano ou Sinitta), Fanfare est racheté par BMG en 1989, à la suite de quoi Cowell devient découvreur de talents et enregistre notamment le groupe Westlife. Il innove en éditant pour BMG des disques enregistrés par des catcheurs, la musique des Télétubbies ou encore des Power Rangers. En 2002, il recrée son propre label, Syco qui est racheté successivement par Columbia Records puis Sony BMG. Des artistes tels que Leona Lewis et les vainqueurs successifs de l'émission The X Factor mais aussi Il Divo, Susan Boyle et One Direction ou encore Cher Lloyd enregistrent sous l'étiquette Syco.
En 2006, Simon Cowell accepte de continuer au sein du jury de l'émission American Idol durant cinq ans, pour 33 millions de dollars annuels. Il produit également pour NBC l'émission America's Got Talent mais n'apparaît pas à l'écran. Enfin, il cède une partie des droits de l'émission The X Factor à la chaîne ITV.
Après la saison de 2010, Cowell fait ses adieux à American Idol.
Le 23 août 2010, il est au centre d'une polémique concernant l'utilisation d'un logiciel musical, Auto-Tune, qui est utilisé dans toutes ses émissions pour améliorer en temps réel la justesse vocale des candidats qui chantent en direct.
Le mercredi 21 septembre 2011, il lance The X Factor aux États-Unis sur la chaine Fox où il officie comme juge avec, à ses côtés, L.A. Reid, Paula Abdul, Nicole Scherzinger (juges permanents) et Cheryl Cole (juge invitée). L'émission est attendue comme étant le nouveau programme numéro 1 aux États-Unis. Mais les deux premiers épisodes ne rassemblent que dix millions de téléspectateurs contre les vingt attendus.
Le jeudi 8 novembre 2012, il présente les Gay Pink Awards en direct du Staples Center de Los Angeles[réf. souhaitée].
En octobre 2015, Cowell déclare qu'il va faire partie du jury d’America's Got Talent.
Il a également créé avec Ricky Martin le concours de chant en langue espagnole La Banda (série télévisée) qui a pour but de découvrir de nouveaux talents[réf. souhaitée].

## Filmographie

### Comme producteur
- 2003 : Cupid (série télévisée)
- 2006 : American Inventor (série télévisée)
- 2006 : America's Got Talent (série télévisée)
- 2007 : Britain's Got Talent (série télévisée)
- 2007 : Celebrity Duets (série télévisée)
- 2007 : Grease in the World
- 2008 : Rock Rivals (série télévisée)
- 2011 : Red Or Black ? (Jeu TV)
- 2013 : One Chance de David Frankel

### Comme scénariste
- 2006 : The X Factor (épisodes 2008 et 2008-2009) (série télévisée)
- 2006 : America's Got Talent (épisodes 2006-2007) (série télévisée)
- 2007 : Britain's Got Talent (épisodes 2007) (série télévisée)
- 2007 : Australia's Got Talent (épisodes inconnus) (série télévisée)
- 2007 : Talent (épisodes inconnus) (série télévisée)

### Comme compositeur
- 2006 : The X Factor: Battle of the Stars (compositeur de la chanson thème)
- 2009 : The Xtra Factor (compositeur de la chanson thème)

### Comme acteur
- 2002 : MTV Cribs (apparition dans l'épisode 120 du 17 novembre 2002; lui-même) (série télévisée)
- 2003 : Scary Movie 3 (apparition; lui-même)
- 2004 : Les Simpson (saison 15, épisode 13 : Quel gros Q.I. !) (voix) (série télévisée)
- 2004 : Shrek 2 (DVD Bonus dans la version originale)
- 2004 : Who Wants to Be a Millionaire? (version originale = version britannique) (1 épisode; lui-même) (série télévisée)
- 2004 : Saturday Night Live (1 épisode; lui-même) (série télévisée)
- 2005 : Punk'd : Stars piégées (apparition dans l'épisode 33 du 26 juin 2005 ; lui-même) (série télévisée)
- 2006 : Live With Regis and Kelly (lui-même)
- 2007 : Les Griffin (épisode: Lois Kills Stewie) (voix) (série télévisée)
- 2010 : Les Simpson (saison 21, épisode 23 : Moe, moche et méchant) (voix) (série télévisée)
- 2016 : Popstar: Never Stop Never Stopping de Akiva Schaffer et Jorma Taccone : lui-même
- 2020 : Scooby ! (Scoob!) de Tony Cervone : lui-même (voix)

### Comme juge
- 2011-2013 : The X Factor (version US) (série télévisée)
- 2007-... : Britain's Got Talent (série télévisée)
- 2004-2010 ; 2014-... : The X Factor (version UK) (série télévisée)
- 2002-2012 : American Idol (série télévisée)
- 2001-2003 : Pop Idol (version UK) (série télévisée)
- 2016-... : America's Got Talent (série télévisée)

## Récompenses et nominations
Il reçoit au cours de sa carrière de nombreuses récompenses.

## Notoriété
En 2009, il est le numéro un du classement des personnalités les mieux payées à la télévision.